# خانه حاج‌آقاعلی

خانه حاج آقاعلی رفسنجان

خانه حاج‌آقاعلی با زیربنایی بالغ بر ۷۰۰۰ متر مربع و با معماری زیبا و ایرانی توسط حاج‌آقاعلی معروف به زعیم الله رفسنجانی معروف ترین تاجر دوران ناصرالدین شاه قاجار در ۱۱۳۶ خورشیدی بنا گردیده‌است. این بنا در فاصلهٔ شش کیلومتری شهر رفسنجان ودر روستای قاسم اباد حاجی واقع شده‌است. خانهٔ حاج‌آقاعلی در گذشته به خانهٔ وقفی (وقف امام حسین )شهرت داشته‌است. خانه دارای هشتاد و شش اتاق (هفت دری، پنج دری، سه دری و پستو) بوده که در چهار بخش اصلی ساختمان حوضخانه، شاه نشین، پاییزی و زمستانی بنا گردیده‌اند. یک آشپزخانه بزرگ و انبار بزرگ وظیفه تأمین نیازهای این مجموعه را بر عهده داشته‌است. چهار حیاط، راهروهای سرپوشیده و روباز و سه هشتی نیز ارتباط قسمت‌های مختلف این خانه را تأمین می‌نموده‌است.
بعضی از بخش‌های خانه حاج‌آقاعلی عبارتند از:
- تالار حوضخانه: وسیعترین فضای سرپوشیده خانه است سقف آن در ارتفاع طبقه دوم با گنبدی عظیم پوشانده شده‌است. در زمینه مستطیل کار بندی شده و در مرکز آن کلاه فرنگی قرار گرفته‌است که نور فضای حوضخانه را تأمین می‌نماید. در وسط حوضخانه حوض مستطیل شکلی قرار دارد که در گذشته با حوض‌های حیات‌های جانبی در ارتباط بوده‌است و آب آن از طریق قنات تأمین می‌شده‌است حوضخانه در دو طبقه ساخته شده که در طبقه بالای آن تعدادی اتاق و دو تالار در ضلع شمالی و جنوبی قرار گرفته‌است. نمای داخلی حوضخانه با با اندود گچ و گچ بری‌های برجسته با طرح‌های اسلیمی تزیین گردیده‌است.
- تالار شاه نشین یا بهاره: در مرکز ضلع جنوبی ایوانی نسبتاً رفیع قرار دارد که در طرفین آن با حفظ تقارن دو راهرو دسترسی ایجاد گردیده‌است.
- تالارهای پاییزی و زمستانی در اضلاع غربی و شمالی بنا قرار گرفته‌اند و نسبت به تالار شاه نشین و حوضخانه کمی ساده‌تر اجرا گردیده‌اند.[۲]